# Scindapsus mamilliferus
Scindapsus mamilliferus är en kallaväxtart som beskrevs av Cornelis Rugier Willem Karel van Alderwerelt van Rosenburgh. Scindapsus mamilliferus ingår i släktet Scindapsus och familjen kallaväxter. Inga underarter finns listade.